# Vincenzo Lupoli

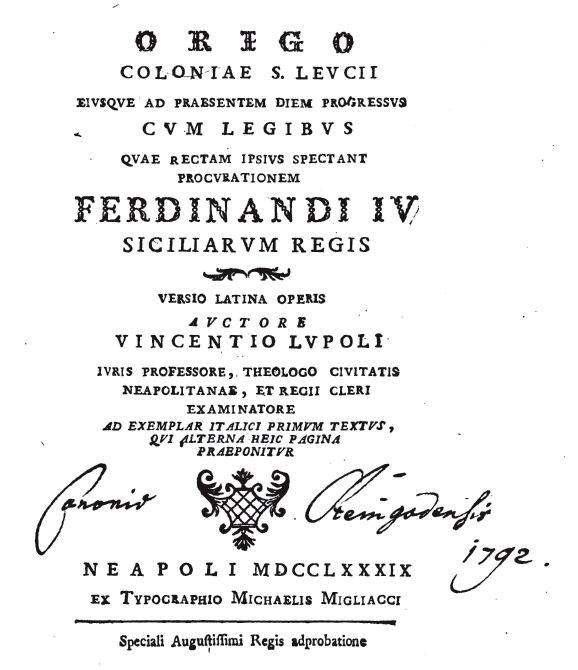
Copertina del libro "Origine della popolazione di S. Leucio e suoi progressi sino ai giorni d'oggi colle leggi corrispondenti al buon governo di essa", scritto nel 1789 da mons. Vincenzo Lupoli, vescovo di Telese o Cerreto dal 1792 al 1800.

Vincenzo Lupoli (Frattamaggiore, 7 novembre 1737 – Cerreto Sannita, 1º gennaio 1800) è stato un vescovo cattolico e scrittore italiano.

## Biografia
Nacque a Frattamaggiore nel 1737 da Silvestro ed Alessandra Spena.
Si iscrisse al seminario di Aversa dove, già a vent'anni, insegnava materie letterarie.
Il 20 settembre 1760 fu ordinato sacerdote.
Insegnò lettere nel seminario di Aversa sino al 1764 quando si trasferì a Napoli dove dapprima impartì delle lezioni private e poi ottenne, nel 1774, la cattedra di diritto civile nella Regia Università degli Studi.
In questo periodo diede allo stampe il libro Istituzioni Canoniche, che ottenne un ottimo riscontro dalla critica.
Nel 1781 scrisse Istituzioni di Diritto Napolitano mentre nel 1786 pubblicò il testo Diritto Civile Giustinianeo.
Nel 1787 fu nominato esaminatore del Regio Clero e divenne socio di diverse accademie letterarie.
Fu autore di diverse epigrafi e lapidi commemorative.
Grazie alla sua fama di giurista e letterato ebbe l'incarico di tradurre in latino le Leggi Ferdinandee della Colonia reale di San Leucio. Oltre a tradurre le leggi in latino scrisse un apposito saggio su San Leucio dal titolo "Origine della popolazione di S. Leucio e suoi progressi sino ai giorni d'oggi colle leggi corrispondenti al buon governo di essa". Numerose copie di questa opera furono volute dal sovrano Ferdinando I delle Due Sicilie che durante una visita a Vienna nel 1790 le distribuì a nobili e letterati di lingua tedesca.
Il 27 febbraio 1792 fu designato vescovo della diocesi di Telese o Cerreto e il 4 marzo dello stesso anno fu consacrato a tale ufficio.
Appena giunto in diocesi si adoperò per far ristabilire il culto dei santi paleocristiani Palerio ed Equizio, ottenendo l'assenso della Congregazione dei Riti nel 1795.
Il vescovo ricevette dall'arcivescovo di Benevento Francesco Maria Banditi una clavicola di ciascuno dei due santi che fece custodire in appositi reliquiari nella Cattedrale di Cerreto Sannita. I reliquiari vennero consacrati solennemente il 5 novembre 1797 a Cerreto Sannita. Durante questa cerimonia una donna partorì un bambino che fu battezzato con il nome di "Palerio".
Fu colto da una grave malattia che lo costrinse ad allontanarsi dalla sede vescovile per diversi mesi.
Tornato in diocesi alla fine del 1799 ebbe una terribile ricaduta e morì il 1º gennaio 1800.
Al termine del suo vescovado la diocesi contava 37.000 anime (abitanti).

## Genealogia episcopale
La genealogia episcopale è:
- Cardinale Scipione Rebiba
- Cardinale Giulio Antonio Santori
- Cardinale Girolamo Bernerio, O.P.
- Arcivescovo Galeazzo Sanvitale
- Cardinale Ludovico Ludovisi
- Cardinale Luigi Caetani
- Cardinale Ulderico Carpegna
- Cardinale Paluzzo Paluzzi Altieri degli Albertoni
- Papa Benedetto XIII
- Papa Benedetto XIV
- Papa Clemente XIII
- Cardinale Francesco Saverio de Zelada
- Vescovo Vincenzo Lupoli